# Guillaume de Durfort
Guillaume de Durfort est prélat français, évêque de Langres (1306-1319) puis archevêque de Rouen (1319-1331).

## Biographie

### Famille
Guillaume serait le fils de Guillaume-Bernard de Durfort, seigneur de Clermont-Dessus et d'Hélène de Gourdon-Castelnau. Gascon, il est issu de la famille de Durfort. Son frère aîné est chevalier, un autre prieur de La Daurade à Toulouse.

### Carrière
Moine bénédictin, prieur de Castelsarrasin (1285) puis Rabastens (1287), doyen de Souillac (1291) il est élu abbé de Moissac vers 1293. Il est nommé par le Clément V évêque de Langres le 15 novembre 1306. Au concile de Vienne en 1311, Clément V le nomme vicaire général du Saint-Siège. Pair de France en 1315, il est nommé archevêque de Rouen le 26 janvier 1319. Il reçoit le pallium le 17 mars 1319. Il est présent lors de la contestation des privilèges et libertés de l'église par Pierre de Cuignières.
Il meurt le 24 novembre 1330 et est inhumé le 28 dans la chapelle Saint-Pierre et Saint-Paul de la cathédrale de Rouen.

## Héraldique
Ses armes sont: d'argent à la bande d'azur.